# Escola Catalana d’Alta Muntanya
L'Escola Catalana d'Alta Muntanya (ECAM) és una escola de muntanyisme de la Federació d'Entitats Excursionistes de Catalunya amb seu a Guardiola de Berguedà que fou creada l'any 1978.
L'origen de l'ECAM es troba en el precedent de la delegació catalana de la Escuela Nacional de Alta Montaña (ENAM), que es va fundar l'any 1953. S'ocupà d'agrupar experts en muntanyisme i escalada, i va planificar els primers cursos de formació per a esportistes. Poc després, elaborà nous continguts per a la formació de tècnics d'escalada, alpinisme, esquí de muntanya i descens de barrancs. Aquestes formacions són reconegudes per la Unió Internacional d'Associacions d'Alpinistes. Actualment, la funció principal de l'ECAM, amb més de 150 instructors, és la formació de personal docent de les entitats i clubs excursionistes en totes les disciplines esportives que depenen de la FEEC, segons contempla els seus estatuts. Els seus membres s'encarreguen de la formació d'esportistes a les entitats i clubs associats a la Federació. L'Escola està formada per instructors federatius i tècnics d'esport en muntanya i escalada.